# Lepidodactylus herrei
Lepidodactylus herrei — вид геконоподібних ящірок родини геконових (Gekkonidae). Ендемік Філіппін. Вид названий на честь американського іхтіолога Альберта Вільяма Херреа.

## Підвиди
Виділяють два підвиди:
- Lepidodactylus herrei medianus Brown & Alcala, 1939 — Мінданао і центральні Вісайські острови;
- Lepidodactylus herrei herrei Taylor, 1923 — Негрос і сусідні острови.

## Поширення і екологія
Lepidodactylus herrei мешкають на островах Мінданао, Негрос, Сікіхор, Бохоль, Себу, Лейте, Поро, Пасіхан і Каміґуїн-Сур. Вони живуть у вологих рівнинних діптерокарпових лісах, в заболочених лісах, саванах, кокосових гаях, у вторинних заростях та поблизу людських поселень. Зустрічаються на висоті від 300 до 1100 м над рівнем моря.